# 수단 목표 분석
수단 목표 분석(Means–ends analysis, MEA)은 인공지능(AI) 프로그램에서 검색을 제한하기 위해 일반적으로 사용되는 문제 해결 기술이다.
이는 적어도 1950년대부터 창의성 도구로 사용된 기술이기도 하며, 설계 방법에 관한 공학 서적에서 가장 자주 언급된다. MEA는 또한 소비자 행동 분석에 일반적으로 사용되는 수단 목표 사슬 접근법과 관련이 있다. 이는 수학적 증명을 시작할 때 자신의 생각을 명확히 하는 방법이기도 하다.

## 검색을 통한 문제 해결
AI에서 연구되는 지능적 행동의 중요한 측면은 목표 기반 문제 해결이다. 목표 기반 문제 해결은 바람직한 목표로 이어지는 일련의 행동을 찾아 문제에 대한 해결책을 설명할 수 있는 프레임워크이다. 목표 추구 시스템은 환경에 대한 정보를 수신하는 감각 채널과 환경에 작용하는 운동 채널을 통해 외부 환경과 연결되어야 한다. ("구심성"이라는 용어는 "내부" 감각 흐름을 설명하는 데 사용되며 "원심성"은 "외부" 운동 명령을 설명하는 데 사용된다.) 또한 시스템에는 감각의 상태에 대한 정보를 메모리에 저장하는 몇 가지 수단이 있다. 목표를 달성하는 능력은 상태의 특정 변화와 이러한 변화를 가져올 특정 행동 사이의 단순하거나 복잡한 연관성을 구축하는 데 달려 있다. 검색은 주어진 상태에서 원하는 상태로 이어지는 일련의 작업을 발견하고 조합하는 프로세스이다. 이 전략은 기계 학습 및 문제 해결에 적합할 수 있지만 인간에게 항상 제안되는 것은 아니다(예: 인지 부하 이론 및 그 의미).

## 같이 보기
- 지식 표현
- 자동화된 추론
- 인지 부하
- 증명 (수학)